# Decanale
Il decanale è la più semplice aldeide contenente 10 atomi di carbonio. È una sostanza usata in profumi ed aromatizzanti.
Può essere preparata per ossidazione dell'alcool corrispondente, il decanolo.